# نادي الكرمة
نادي الكرمة الرياضي هو فريق كرة قدم عراقي مقره الكرمة، الأنبار، ويلعب في دوري نجوم العراق.

## ملعب
في 9 مارس 2020، بدأ العمل في بناء ملعب الكرمة بسعة 5000 شخص، ومازال العمل به جاريًا.

## التاريخ التدريبي
- شكر علي حسن
- فالح منيف
- خميس حمود
- ناطق الحداد
- غازي فهد

## روابط خارجية
- الكرمة على Goalzz.com
- أندية العراق - تواريخ التأسيس

قالب:الدوري العراقي الدرجة الأولى